# 香港特別行政區維護國家安全委員會
香港特別行政區維護國家安全委員會（簡稱香港國安委或港區國安委），是根據《中華人民共和國香港特別行政區維護國家安全法》（下稱《港區國安法》）在香港特別行政區設立的維護國家安全事務機構，於2020年7月3日成立。港區國安委承擔在港維護中華人民共和國國家安全的主要責任，由行政長官擔任主席，須接受中華人民共和國國務院（下稱中央人民政府）監督和問責。

## 沿革

### 2020年
5月28日，第十三屆全國人大三次會議表決通過《全國人民代表大會關於建立健全香港特別行政區維護國家安全的法律制度和執行機制的決定》。《決定》規定：「中央人民政府維護國家安全的有關機關根據需要在香港特別行政區設立機構，依法履行維護國家安全相關職責」。
6月30日，全國人大常委會全票通過《中華人民共和國香港特別行政區維護國家安全法》，當晚11時由時任行政長官林鄭月娥刊憲在香港生效。《港區國安法》第十二條規定：「香港特別行政區設立維護國家安全委員會，負責香港特別行政區維護國家安全事務，承擔維護國家安全的主要責任，並接受中央人民政府的監督和問責」。
7月2日，中央人民政府根據時任行政長官林鄭月娥的提名，任命同時是港區國安委成員的行政長官辦公室主任陳國基兼任港區國安委秘書長。
7月3日，中央人民政府任命香港中聯辦主任駱惠寧兼任港區國安委的國家安全事務顧問。
7月6日，港區國安委舉行首次會議，全體成員出席，國家安全事務顧問兼中聯辦主任駱惠寧列席會議。
7月31日，港區國安委和中央人民政府驻香港特别行政区维护国家安全公署（下稱中央駐港國安公署）舉行首次共同協調會議，討論自《港區國安法》生效以來的落實執行工作，林鄭月娥率全體港區國安委成員出席，其他出席人士包括國家安全事務顧問駱惠寧、中央駐港國安公署署長鄭雁雄和副署長李江舟、孫青野。

### 2022年
8月8日，中央人民政府根據行政長官李家超的提名和建議，任命保安局前副局長區志光接替現職政務司司長的陳國基出任第2任港區國安委秘書長。
9月3日，第六屆香港特別行政區政府舉行首次香港特別行政區維護國家安全委員會會議。

### 2023年
1月14日，中央人民政府下達人事令，中央駐港國安公署署長鄭雁雄接替屆齡退休的駱惠寧出任香港中聯辦主任兼港區國安委國家安全事務顧問。
8月7日，《星島日報》發表獨家消息，港區國安委增設新職位名叫「執行長」，由2023年屆齡退休，負責國家安全的前警務處副處長劉賜蕙出任。「執行長」專門主力負責統籌《香港國安法》的行動工作；與區志光擔任，主力負責協調政府部門及推動《港區國安法》教育工作的「秘書長」同級，屬於首長薪級第8點（D8）。

### 2025年
4月1日，美國國務院宣佈制裁6人，當中包括律政司司長林定國，警務處處長蕭澤頤，港區國安委秘書長區志光等港區國安委成員。 特區政府強烈譴責。
5月30日，國務院宣佈，任命新任國務院港澳辦副主任周霽接替鄭雁雄出任中聯辦主任及港區國安委國家安全事務顧問。

## 職責
《港區國安法》第十四條訂明，香港特別行政區維護國家安全委員會的職責為：
1. 分析研判香港特別行政區維護國家安全形勢，規劃有關工作，制定香港特別行政區維護國家安全政策；
2. 推進香港特別行政區維護國家安全的法律制度和執行機制建設；
3. 協調香港特別行政區維護國家安全的重點工作和重大行動。

《香港國安法》第四十三條規定，香港國安委對香港警務處國家安全處採取國安法第四十三條第一款規定措施負監督責任。

## 職權
- 擁有對律政司維護國家安全檢控科的特別檢控官之任命同意權[註 2]
- 會同行政長官，為採取港區國安法第四十三條第一款規定措施制定相關實施細則[註 3]
- 根據香港警務處國家安全處的政治審查情況，判斷行政長官、立法會議員和選舉委員會委員的候選人是否符合擁護《香港基本法》、效忠香港特區的法定要求和條件，向香港特別行政區候選人資格審查委員會出具審查意見書，輔助其確認候選人資格[註 4][15]

## 相關制度
- 港區國安委的工作不受香港任何其他機構、組織和個人的干涉，工作信息不予公開；國安委作出的決定不得受司法覆核。[註 5]
- 關於維護國家安全的開支由財政司司長經行政長官批准撥出，不受其他香港法例規定限制（包括由立法會審批或審計署核數），財政司司長只須每年該款項的控制和管理向立法會提交報告。[註 6]
- 中央駐港國安公署與香港國安委須建立協調機制，以讓前者監督、指導香港特區維護中國國家安全工作。[註 7]
- 行政長官指定負責處理危害國家安全犯罪案件的法官前，可徵詢香港國安委和終審法院首席法官的意見。[註 8]

## 組織
港區國安委由行政長官擔任主席，成員包括政務司司長、財政司司長、律政司司長、保安局局長、警務處處長、警務處副處長（國家安全）、入境事務處處長、海關關長和行政長官辦公室主任。國安委下設秘書處，由秘書長領導，除秘書長外其餘成員名單不對外公開。秘書長由行政長官提名，報中央人民政府任命。2023年，國安委增設「執行長」一職，級別與秘書長相同，相當於首長級甲一級政務官，即首長級第8點（D8）。委員會設立「國家安全事務顧問」一職，由中央人民政府指派，就其履行職責相關事務提供意見。

第十二條　香港特別行政區設立維護國家安全委員會，負責香港特別行政區維護國家安全事務，承擔維護國家安全的主要責任，並接受中央人民政府的監督和問責。

第十三條　香港特別行政區維護國家安全委員會由行政長官擔任主席，成員包括政務司長、財政司長、律政司長、保安局局長、警務處處長、本法第十六條規定的警務處維護國家安全部門的負責人、入境事務處處長、海關關長和行政長官辦公室主任。
 — 《中華人民共和國香港特別行政區維護國家安全法》

## 委員會成員

### 第一屆（2020年7月3日至2022年6月30日）
- 主席：林鄭月娥（行政長官兼）

- 成員：
  - 張建宗→李家超（政務司司長兼）
  - 陳茂波（財政司司長兼）
  - 鄭若驊（律政司司長兼）
  - 李家超→鄧炳強（保安局局長兼）
  - 鄧炳強→蕭澤頤（警務處處長兼）
  - 劉賜蕙（警務處副處長 (國家安全)兼）
  - 區嘉宏（入境事務處處長兼）
  - 鄧以海→何珮珊（海關關長兼）
  - 陳國基（特首辦主任兼）

- 秘書長：陳國基（特首辦主任兼）
- 副秘書長：羅振南（前入境處副處長）
- 國家安全事務顧問：駱惠寧（中联办主任兼）

### 第二屆 （2022年7月1日至2027年6月30日）
- 主席：李家超（行政長官兼）

- 成員：
  - 陳國基（政務司司長兼）
  - 陳茂波（財政司司長兼）
  - 林定國（律政司司長兼）
  - 鄧炳強（保安局局長兼）
  - 蕭澤頤 → 周一鳴（警務處處長兼）
  - 劉賜蕙 → 簡啟恩（警務處副處長 (國家安全)兼）
  - 區嘉宏 → 郭俊峯（入境事務處處長兼）
  - 何珮珊 → 陳子達（海關關長兼）
  - 葉文娟（特首辦主任兼）

- 秘書長：陳國基 → 區志光（保安局前副局長）

- 執行長：劉賜蕙（警務處前副處長 (國家安全)）[18]

- 副秘書長：林曉彤（警務處前高級助理處長）[3]

- 國家安全事務顧問：駱惠寧 → 郑雁雄 → 周霽（中聯辦主任兼，中央人民政府任命）

## 備註
1. ↑  根據《港區國安法》第十四條，工作信息一概保密。
2. ↑  根據《港區國安法》第十八條
3. ↑  根據《港區國安法》第四十三條
4. ↑  根據2021年3月30日第十三屆全國人大常委會修訂通過後的《香港基本法》附件一和附件二
5. ↑  根據《港區國安法》第十四條
6. ↑  根據《港區國安法》第十九條
7. ↑  根據《港區國安法》第五十三條
8. ↑  根據《港區國安法》第四十四條